# Ragnvi Lindbladh
Ragnvi Klara M. Lindbladh, född 22 november 1923 i Nedertorneå församling i Norrbottens län, död 30 juli 1975 i Sundbyberg, Stockholms län, var en svensk skådespelare. 

## Biografi
Lindbladh var dotter till kamrer Ragnar Lindbladh och dennes hustru Ida, född Nyman. Ragnvi Lindbladh debuterade 1943 i Gustaf Edgrens film Katrina och kom att medverka i knappt 20 film- och TV-produktioner fram till och med 1965.
Hon var från 1954 till sin död gift med författaren Sune Lundquist, känd under pseudonymen "Vic Suneson". De är begravda på Norra begravningsplatsen utanför Stockholm.

## Filmografi
- 1943 – Katrina
- 1943 – Jag dräpte
- 1944 – Som folk är mest
- 1944 – På farliga vägar
- 1944 – Den osynliga muren
- 1945 – Rattens musketörer
- 1948 – På dessa skuldror
- 1949 – Människors rike
- 1950 – Vägen går vidare...
- 1950 – Kastrullresan
- 1952 – Han glömde henne aldrig
- 1952 – För min heta ungdoms skull
- 1952 – Mot framtiden
- 1952 – Farlig kurva
- 1953 – Ogift fader sökes
- 1953 – Dansa min docka
- 1953–1955 – Foreign Intrigue (TV-serie)
- 1956 – Fjärilen och ljuslågan
- 1965 – Flygplan saknas

## Teater

### Roller (ej komplett)
| År   | Roll | Produktion                        | Regi        | Teater            |
| ---- | ---- | --------------------------------- | ----------- | ----------------- |
| 1945 |      | Det var en gång Holger Drachmann  | Arne Lydén  | Malmö stadsteater |
| 1948 |      | Vår lilla stad Thornton Wilder    | Gösta Folke | Malmö Stadsteater |
| 1948 |      | Lycko-Pers resa August Strindberg | Gösta Folke | Malmö Stadsteater |
| 1948 |      | Drömmarnas berg Maxwell Anderson  | Gösta Folke | Malmö Stadsteater |